# 滨江新区
滨江新区是中国多个城市正在建设的综合型生活片区，最早可追溯到始建于1990年杭州市，由中国国务院批准的首批国家级高新技术产业开发区。目前已遍布长江流域马鞍山市、珠江流域大灣區，均有滨江新区在建，另外汉中市、十堰市、马鞍山市、靖江市、江门市等。当中有棠下镇、当涂县、沙洋县、略阳县和乐清四个乡镇。